# Goslarite
La goslarite  est un sulfate minéral de zinc hydraté (ZnSO4.7H2O) qui a été découvert dans les mines de Rammelsberg, Goslar, Harz, Allemagne. Il a été décrit en 1847. La goslarite appartient au groupe de l'epsomite qui comprend également l'epsomite (MgSO4.7H2O) et la morénosite (NiSO4.7H2O). La goslarite est un minéral instable à la surface qui se déshydratera en d'autres minéraux tels que la bianchite (ZnSO4.6H2O), la boyleite (ZnSO4.4H2O) et la gunningite (ZnSO4.H2O).

## Propriétés physiques
La composition de la goslarite a été déterminée par le US National Bureau of Standards (maintenant le National Institute of Standards and Technology) en 1959 et est la suivante : SO3 27,84 wt%, ZnO 28,30 wt% et H2O 43,86 wt%.
Le clivage de la goslarite est parfait sur {010}, comme pour l'epsomite et la morénosite. La couleur de la goslarite va du brunâtre au rosâtre, bleu, brun, incolore, vert et vert-bleu. L'éclat va de vitreux à nacré et soyeux (s'il est fibreux). La goslarite est soluble dans l'eau, a un goût astringent et est fortement diamagnétique,,.

## Occurrence géologique
La goslarite se forme à partir de l'oxydation de la sphalérite ((Zn, Fe)S). Elle a été trouvée pour la première fois dans la mine de Rammelsberg, Goslar, Harz en Allemagne. On la trouve souvent en efflorescence sur les poutres et parois des galeries de mine. La goslarite est courante sous forme d'efflorescence post-minière dans les mines qui contiennent de la sphalérite et d'autres minéraux de zinc.

## Usage économique
Dans l'industrie pharmaceutique, elle est utilisée comme émétique direct, antiseptique et désinfectant.